# 東地中海針葉-硬葉-闊葉樹混合森林
東地中海針葉-硬葉-闊葉樹混合森林生態區域，又稱東地中海針葉-闊葉樹混合林，是位於地中海盆地東部的一個生態區域。涵蓋的包括土耳其、敘利亞、黎巴嫩、以色列、巴勒斯坦國、約旦、和沙烏地阿拉伯等國的部分地區。
這個生態區域屬於地中海式氣候，是地中海森林、疏林和灌叢生物群系中的一部分。

## 地理
這塊生態區域佔地143,800平方公里（55,500平方英里）。據有土耳其南方山脈和地中海之間的沿海低地，西起土耳其的安塔利亞，往東延伸到伊斯肯德倫（包括前述兩地間的喬庫羅瓦平原）。然後向東延伸穿過土耳其南部，到達伊拉克、敘利亞、和土耳其三國邊界交匯處，然後沿著地中海東部跨越黎凡特（包括敘利亞西部、黎巴嫩、約旦河西岸、以色列北部、和約旦高地）。敘利亞中部德魯茲山脈聳立的死火山群算是區域中的離群值。在沙烏地阿拉伯西北角的米甸山脈和希賈茲山脈中有幾處孤立的山頭地區（如Jabal al-Lawz山等）。
生態區域的北部邊界為安那托利亞的森林生態區域，東部和南部的邊界為沙漠。整個生態區域包括沿海平原、低矮山脈、和內陸高原。位於北部的托魯斯山脈，以及與東地中海海岸平行的敘利亞沿海山脈、黎巴嫩山脈、和前黎巴嫩山脈的高海拔區，則屬於南部安那托利亞山地針葉和落葉樹森林生態區域。
這個生態區域內有幾個大城市：土耳其的阿達納、加濟安泰普、安塔利亞、和梅爾辛；敘利亞的阿勒頗、霍姆斯、哈馬、和拉塔基亞；黎巴嫩的貝魯特和的黎波里；以色列的特拉維夫、耶路撒冷、和海法；巴勒斯坦的加薩、希伯侖、和納布盧斯；以及約旦的安曼。

## 氣候
生態區域屬於地中海式氣候，冬季溫和多雨，夏季炎熱乾燥。整個生態區域的降水量各不相同。在面向海洋的斜坡上通常較高，從安塔利亞附近的每年1,000-1,250毫米，到梅爾辛、阿達納、伊斯肯德倫、以及敘利亞和黎巴嫩沿海地區的650-850毫米不等。生態區域東部和最南端的降雨量最低，安那托利亞東部、敘利亞內陸、以色列南部和巴勒斯坦、以及約旦高地的年降雨量都低於450毫米。

## 植物群
生態區域的主要植物群落包括闊葉硬葉灌木叢（馬基斯灌叢帶和garrigue灌叢帶）、松樹林（主要是土耳其松 (Pinus brutia) 和地中海松 (Pinus halepensis)）、以及乾橡樹 (Quercus spp.) 林地和草原。
土耳其松在土耳其沿海地區常見，而地中海松則在黎凡特常見。但在生態區域的美索不達米亞東部，則不見這兩種松樹存在。
馬基斯灌叢帶存在安那托利亞南部海岸斜坡，和黎凡特的海岸。 這種灌叢是一個開放的常綠林地，林下有灌木、草本植物、草類、和儲藏器官植物。主要的樹木是油橄欖（Olea europea）、長角豆（Cerotonia siliqua）、巴勒斯坦橡樹(Quercus calliprinos）、黎巴嫩橡(Quercus libani）、開心果（Pistacia terebinthus）、乳香黃連木（P. lenticus）、和希臘草莓樹。由於頻繁發生的火災和過度放牧，許多馬基斯灌叢帶已經退化。
生態區域的東部和最南端大部分是低矮灌叢地和草原，具有半沙漠特徵。

## 動物群
亞洲胡狼（Canis aureus）在生態區域中的大部分中屬於頂級掠食者。在灌叢和山脈中有獰貓(Caracal caracal) ，在林地和森林中有野豬(Sus scrofa)。條紋鬣狗(Hyaena hyaena)和鵝喉羚(Gazella subgutturosa)散佈在生態區域的東部。
由於過度捕獵和棲地喪失，大型食肉動物如獅子(Panthera leo)、敘利亞棕熊(Ursus arctos syriacus)、狼(Canis lupus)和獵豹(Acinonyx jubatus)已大部分或是完全滅絕。

## 保護區
根據在2017年所做的評估發現，當地只有1,147平方公里（少於1%）受到保護。另外有1%不在保護區內的地區，仍保持相對完整的原始狀態。
以下是幾處在生態區域內的保護區：
- 卡梅爾山國家公園（英语：Mount Carmel National Park）（位於以色列）
- 莫蘭山自然保護區（英语：Mount Meron Nature Reserve）（位於以色列，面積80.96平方公里）
- Yumurtalık潟湖自然保護區（英语：Yumurtalık Lagoon Nature Reserve）（位於土耳其，面積198.53平方公里）

## 外部連結
- . 陸地生態區. 世界野生動物基金會.
- World Wildlife Fund (编). . WildWorld Ecoregion Profile. National Geographic Society. 2001. （原始内容存档于2010-03-08）.